# Пруніш
Пруніш (рум. Pruniș) — село у повіті Клуж в Румунії. Входить до складу комуни Чуріла.
Село розташоване на відстані 314 км на північний захід від Бухареста, 15 км на південь від Клуж-Напоки.

## Населення
За даними перепису населення 2002 року у селі проживали 139 осіб. Рідною мовою 135 осіб (97,1%) назвали румунську.
Національний склад населення села:
| Національність | Кількість осіб | Відсоток |
| -------------- | -------------- | -------- |
| румуни         | 117            | 84,2%    |
| цигани         | 20             | 14,4%    |